# Triton Poker Series
Die Triton Poker Series, auch Triton Super High Roller Series, ist eine Pokerturnierserie, die rund dreimal jährlich an verschiedenen Standorten weltweit ausgespielt wird. Die Turniere mit Buy-ins von umgerechnet mindestens 10.000 US-Dollar gehören zu den teuersten und renommiertesten Pokerturnieren der Welt.

## Geschichte
Die Triton Poker Series wurde vom malaysischen Geschäftsmann und Amateur-Pokerspieler Richard Yong gegründet. Das erste Turnier fand bei der World Poker Tour National Anfang des Jahres 2016 auf den Philippinen statt. Ende Januar 2017 wurden für das Jahr drei Events in Manila, Macau und Budva angekündigt. Im Mai 2018 fanden vier weitere Turniere in Budva statt, die von der Turnierserie partypoker Live veranstaltet wurden. Dort wurden für Ende Juli 2018 weitere Events in der südkoreanischen Provinz Jeju-do angekündigt. Die ersten Events im Jahr 2019 wurden im März ebenfalls in Jeju-do gespielt. Bei der zweiten Austragung im Jahr 2019 wurde in Budva erstmals die Variante Pot Limit Omaha bei der Triton Series gespielt. Anfang August 2019 fand in London das Triton Million for Charity statt, das mit einem Buy-in von einer Million Pfund Sterling das bisher teuerste Pokerturnier war. Die für Februar 2020 geplante Austragung der Turnierserie in Jeju-do wurde aufgrund der Coronavirus-Pandemie zunächst auf unbestimmte Zeit verschoben und Anfang März 2020 komplett abgesagt. Auch die beabsichtigte Austragung im Mai 2020 in Budva wurde Ende März 2020 gestrichen. Die für Februar 2022 bekanntgegebene Rückkehr der Turnierserie auf Bali musste ebenfalls verschoben werden, stattdessen wurden vier Turniere für Anfang März in Sotschi angekündigt, die wenig später aufgrund des Russischen Überfalls auf die Ukraine ebenso abgesagt wurden. Letztlich erfolgte die erste Austragung nach Ausbruch der COVID-19-Pandemie Anfang April 2022 im nordzyprischen Kyrenia. Im September 2022 gab es in Kyrenia mit dem Coin Rivet Invitational zum zweiten Mal ein exklusives Einladungsturnier, das überregionales Medieninteresse auf sich zog. Wenige Tage nach dem Event starb noch während der laufenden Turnierserie mit Ivan Leow einer der Stammgäste der Triton Poker Series, woraufhin das laufende Turnier abgebrochen und die restlichen beiden Events abgesagt wurden. Anfang 2023 wurde eine Rangliste zur Ermittlung des erfolgreichsten Spieler eines Jahres eingeführt, die ihm zu Ehren den Namen Ivan Leow Player of the Year trägt.
Bei den Turnieren werden fast ausschließlich die Varianten No Limit Hold’em und No Limit Hold’em Short Deck Ante-Only gespielt, seltener steht auch Pot Limit Omaha auf dem Turnierplan. Seit 2019 wird pro Stopp der Turnierserie je ein Hauptturnier in No Limit Hold’em und No Limit Hold’em Short Deck ausgetragen. Rekordsieger mit zehn Titeln ist Jason Koon, der ebenso wie Timothy Adams, Mikita Badsjakouski und Wai Yong zweimal das Main Event für sich entscheiden konnte. Das meiste Preisgeld von bislang mehr als 37,5 Millionen US-Dollar erspielte sich Bryn Kenney. Die Turniere werden kostenfrei über YouTube und die Livestreaming-Plattform Twitch übertragen und von wechselnden Kommentatoren, u. a. Lex Veldhuis, Randy Lew und Ali Nejad, kommentiert. Preisgelder, Live-Chipstände und vergangene Hände können über die hauseigene Datenbank Triton Poker Plus und die zugehörige Mobile App abgerufen werden.

## Bisherige Austragungen
Das Buy-in ist jeweils ohne Turniergebühr angegeben. Zum besseren Vergleich ist die Siegprämie immer in US-Dollar umgerechnet. Im Falle eines mehrfachen Gewinners gibt die Zahl hinter dem Spielernamen an, zum wievielten Mal ein Turnier gewonnen wurde.
| Beginn        | Stadt          | Variante                          | Turnierbezeichnung              | Buy-in        | Teilnehmer | Sieger                  | Herkunft               | Preisgeld (in $) | Quelle |
| ------------- | -------------- | --------------------------------- | ------------------------------- | ------------- | ---------- | ----------------------- | ---------------------- | ---------------- | ------ |
| 3. Jan. 2016  | Parañaque City | No Limit Hold’em                  | Cali Cup                        | 0.200.000 $HK | 052        | Fedor Holz              | Deutschland            | 03.072.748       |        |
| 9. Sep. 2016  | Manila         | No Limit Hold’em                  | Charity                         | 0.490.000 HK$ | 035        | Wai Yong                | Malaysia               | 00.793.604       |        |
| 2. Nov. 2016  | Parañaque City | No Limit Hold’em                  | Suncity Cup                     | 0.200.000 HK$ | 039        | Daniel Cates            | Vereinigte Staaten     | 00.359.229       |        |
| 4. Nov. 2016  | Parañaque City | No Limit Hold’em                  | Main Event                      | 0.500.000 HK$ | 062        | Wai Yong (2)            | Malaysia               | 02.080.556       |        |
| 17. Feb. 2017 | Parañaque City | No Limit Hold’em                  | Six Max                         | 0.250.000 HK$ | 043        | Daniel Colman           | Vereinigte Staaten     | 00.469.246       |        |
| 19. Feb. 2017 | Parañaque City | No Limit Hold’em                  | Main Event                      | 1.000.000 HK$ | 039        | Koray Aldemir           | Deutschland            | 01.292.509       |        |
| 16. Juli 2017 | Budva          | No Limit Hold’em                  | Six Max                         | 0.250.000 HK$ | 041        | Fedor Holz (2)          | Deutschland            | 00.444.893       |        |
| 18. Juli 2017 | Budva          | No Limit Hold’em                  | Main Event                      | 1.000.000 HK$ | 052        | Manig Löser             | Deutschland            | 02.162.644       |        |
| 16. Okt. 2017 | Macau          | No Limit Hold’em                  | Six Max                         | 0.250.000 HK$ | 087        | Stefan Schillhabel      | Deutschland            | 00.752.446       |        |
| 18. Okt. 2017 | Macau          | No Limit Hold’em                  | Main Event                      | 1.000.000 HK$ | 083        | John Juanda             | Vereinigte Staaten     | 02.870.092       |        |
| 12. Mai 2018  | Budva          | Short Deck Ante-Only              | –                               | 0.250.000 HK$ | 061        | Phil Ivey               | Vereinigte Staaten     | 00.604.992       |        |
| 13. Mai 2018  | Budva          | No Limit Hold’em                  | Six Max                         | 0.250.000 HK$ | 035        | Richard Yong            | Malaysia               | 00.388.024       |        |
| 15. Mai 2018  | Budva          | No Limit Hold’em                  | Main Event                      | 1.000.000 HK$ | 063        | Mikita Badsjakouski     | Belarus                | 02.499.185       |        |
| 17. Mai 2018  | Budva          | Short Deck Ante-Only              | –                               | 1.000.000 HK$ | 103        | Jason Koon              | Vereinigte Staaten     | 03.579.836       |        |
| 23. Juli 2018 | Jeju-do        | Short Deck Ante-Only              | –                               | 0.100.000 HK$ | 061        | Nick Schulman           | Vereinigte Staaten     | 00.271.975       |        |
| 25. Juli 2018 | Jeju-do        | Short Deck Ante-Only              | –                               | 0.500.000 HK$ | 044        | Ivan Leow               | Malaysia               | 01.079.367       |        |
| 26. Juli 2018 | Jeju-do        | No Limit Hold’em                  | Six Max                         | 0.500.000 HK$ | 039        | David Peters            | Vereinigte Staaten     | 01.118.484       |        |
| 28. Juli 2018 | Jeju-do        | Short Deck Ante-Only              | –                               | 1.000.000 HK$ | 060        | Kenneth Kee             | Singapur               | 02.867.009       |        |
| 30. Juli 2018 | Jeju-do        | No Limit Hold’em                  | Main Event                      | 2.000.000 HK$ | 055        | Mikita Badsjakouski (2) | Belarus                | 05.257.027       |        |
| 7. Aug. 2018  | Sotschi        | No Limit Hold’em                  | High Roller                     | 3.000.000 ₽   | 047        | Aymon Hata              | Vereinigtes Konigreich | 00.755.384       |        |
| 8. Aug. 2018  | Sotschi        | No Limit Hold’em                  | Super High Roller               | 6.000.000 ₽   | 029        | Ivan Leow (2)           | Malaysia               | 01.133.555       |        |
| 2. März 2019  | Jeju-do        | Short Deck Ante-Only              | –                               | 0.250.000 HK$ | 065        | Justin Bonomo           | Vereinigte Staaten     | 00.586.114       |        |
| 3. März 2019  | Jeju-do        | Short Deck Ante-Only              | –                               | 0.500.000 HK$ | 069        | Devan Tang              | China Volksrepublik    | 01.239.759       |        |
| 4. März 2019  | Jeju-do        | No Limit Hold’em                  | Six Max                         | 0.500.000 HK$ | 081        | Michael Soyza           | Malaysia               | 01.420.581       |        |
| 5. März 2019  | Jeju-do        | Short Deck Ante-Only              | –                               | 1.000.000 HK$ | 081        | Jason Koon (2)          | Vereinigte Staaten     | 02.840.945       |        |
| 7. März 2019  | Jeju-do        | No Limit Hold’em                  | Main Event                      | 2.000.000 HK$ | 048        | Timothy Adams           | Kanada                 | 03.536.550       |        |
| 8. März 2019  | Jeju-do        | No Limit Hold’em                  | Triton Refresh                  | 1.000.000 HK$ | 025        | Jason Koon (3)          | Vereinigte Staaten     | 00.973.306       |        |
| 9. März 2019  | Jeju-do        | Short Deck Ante-Only              | –                               | 1.000.000 HK$ | 037        | Timofei Kusnezow        | Russland               | 01.859.970       |        |
| 5. Mai 2019   | Budva          | No Limit Hold’em                  | Turbo                           | 0.250.000 HK$ | 045        | Steve O’Dwyer           | Vereinigte Staaten     | 00.472.788       |        |
| 6. Mai 2019   | Budva          | No Limit Hold’em                  | Six Max                         | 0.500.000 HK$ | 079        | Bryn Kenney             | Vereinigte Staaten     | 01.431.376       |        |
| 7. Mai 2019   | Budva          | Short Deck Ante-Only              | –                               | 0.100.000 HK$ | 070        | Winfred Yu              | Hongkong               | 00.259.952       |        |
| 8. Mai 2019   | Budva          | No Limit Hold’em                  | Main Event                      | 1.000.000 HK$ | 075        | Bryn Kenney (2)         | Vereinigte Staaten     | 02.713.859       |        |
| 9. Mai 2019   | Budva          | Short Deck Ante-Only              | Turbo                           | 0.250.000 HK$ | 037        | Henrik Hecklen          | Danemark               | 00.434.500       |        |
| 10. Mai 2019  | Budva          | Short Deck Ante-Only              | Main Event                      | 1.000.000 HK$ | 098        | Rui Cao                 | Frankreich             | 03.351.130       |        |
| 12. Mai 2019  | Budva          | Pot Limit Omaha                   | –                               | 0.200.000 HK$ | 037        | Hing Chow               | Malaysia               | 00.336.383       |        |
| 13. Mai 2019  | Budva          | Short Deck Ante-Only              | Turbo                           | 0.200.000 HK$ | 064        | Quek Sheng              | Singapur               | 00.471.416       |        |
| 14. Mai 2019  | Budva          | Short Deck Ante-Only              | –                               | 0.250.000 HK$ | 065        | John Juanda (2)         | Vereinigte Staaten     | 00.601.358       |        |
| 15. Mai 2019  | Budva          | Short Deck Ante-Only              | –                               | 0.750.000 HK$ | 052        | Mikita Badsjakouski (3) | Belarus                | 01.694.397       |        |
| 16. Mai 2019  | Budva          | Short Deck Ante-Only              | –                               | 0.500.000 HK$ | 042        | Ben Lamb                | Vereinigte Staaten     | 00.974.634       |        |
| 17. Mai 2019  | Budva          | No Limit Hold’em / Short Deck Mix | –                               | 0.300.000 HK$ | 027        | Daniel Cates (2)        | Vereinigte Staaten     | 00.500.682       |        |
| 31. Juli 2019 | London         | No Limit Hold’em                  | Six Max Turbo                   | 0.025.000 £   | 117        | Linus Löliger           | Schweiz                | 00.840.039       |        |
| 1. Aug. 2019  | London         | No Limit Hold’em                  | Triton Million for Charity      | 1.050.000 £   | 054        | Aaron Zang              | China Volksrepublik    | 16.775.820       |        |
| 2. Aug. 2019  | London         | No Limit Hold’em                  | –                               | 0.050.000 £   | 109        | Charlie Carrel          | Vereinigtes Konigreich | 01.601.853       |        |
| 4. Aug. 2019  | London         | No Limit Hold’em                  | Main Event                      | 0.100.000 £   | 130        | Wai Yong (3)            | Malaysia               | 03.154.065       |        |
| 5. Aug. 2019  | London         | Short Deck Ante-Only              | –                               | 0.025.000 £   | 106        | David Benefield         | Vereinigte Staaten     | 00.789.707       |        |
| 6. Aug. 2019  | London         | Short Deck Ante-Only              | Main Event                      | 0.100.000 £   | 108        | Justin Bonomo (2)       | Vereinigte Staaten     | 03.248.728       |        |
| 7. Aug. 2019  | London         | Short Deck Ante-Only              | –                               | 0.050.000 £   | 052        | Yu Liang                | China Volksrepublik    | 00.945.416       |        |
| 9. Aug. 2019  | London         | Short Deck Ante-Only              | Les Ambassadeurs Private Event  | 0.100.000 £   | 067        | Xuan Tan                | China Volksrepublik    | 02.285.430       |        |
| 10. Aug. 2019 | London         | Short Deck Ante-Only              | Les Ambassadeurs Private Event  | 0.250.000 £   | 073        | John Patgorski          | Vereinigte Staaten     | 05.821.826       |        |
| 12. Aug. 2019 | Rozvadov       | No Limit Hold’em                  | Super High Roller               | 0.100.000 €   | 032        | Örpen Kısacıkoğlu       | Turkei                 | 01.015.180       |        |
| 13. Aug. 2019 | Rozvadov       | Short Deck Ante-Only              | –                               | 0.025.500 €   | 027        | Tony G                  | Litauen                | 00.265.859       |        |
| 2. Apr. 2022  | Kyrenia        | No Limit Hold’em                  | –                               | 0.050.000 $HK | 082        | András Németh           | Ungarn                 | 01.082.000       |        |
| 3. Apr. 2022  | Kyrenia        | No Limit Hold’em                  | –                               | 0.100.000 $HK | 069        | Teun Mulder             | Niederlande            | 01.940.000       |        |
| 4. Apr. 2022  | Kyrenia        | No Limit Hold’em                  | –                               | 0.050.000 $HK | 032        | Matthias Eibinger       | Osterreich             | 00.676.000       |        |
| 5. Apr. 2022  | Kyrenia        | Short Deck Ante-Only              | –                               | 0.075.000 $HK | 051        | Phil Ivey (2)           | Vereinigte Staaten     | 01.170.000       |        |
| 6. Apr. 2022  | Kyrenia        | Short Deck Ante-Only              | –                               | 0.075.000 $HK | 041        | Winfred Yu (2)          | Hongkong               | 01.010.000       |        |
| 13. Mai 2022  | Madrid         | No Limit Hold’em                  | –                               | 0.020.000 €HK | 090        | Michael Addamo          | Australien             | 00.496.923       |        |
| 14. Mai 2022  | Madrid         | No Limit Hold’em                  | –                               | 0.030.000 €HK | 093        | Paul Phua               | Malaysia               | 00.769.711       |        |
| 15. Mai 2022  | Madrid         | Short Deck Ante-Only              | –                               | 0.020.000 €HK | 062        | Chris Brewer            | Vereinigte Staaten     | 00.387.209       |        |
| 16. Mai 2022  | Madrid         | Short Deck Ante-Only              | –                               | 0.025.000 €HK | 068        | Rui Cao (2)             | Frankreich             | 00.517.821       |        |
| 17. Mai 2022  | Madrid         | No Limit Hold’em                  | –                               | 0.050.000 €HK | 101        | Mikita Badsjakouski (4) | Belarus                | 01.407.519       |        |
| 18. Mai 2022  | Madrid         | No Limit Hold’em                  | –                               | 0.075.000 €HK | 063        | Michael Addamo (2)      | Australien             | 01.210.721       |        |
| 19. Mai 2022  | Madrid         | Short Deck Ante-Only              | –                               | 0.050.000 €HK | 057        | Chin Lim                | Malaysia               | 00.900.958       |        |
| 20. Mai 2022  | Madrid         | No Limit Hold’em                  | Main Event                      | 0.100.000 €HK | 093        | Henrik Hecklen (2)      | Danemark               | 02.293.679       |        |
| 21. Mai 2022  | Madrid         | No Limit Hold’em                  | Turbo                           | 0.050.000 €HK | 037        | László Bujtás           | Ungarn                 | 00.665.329       |        |
| 22. Mai 2022  | Madrid         | Pot Limit Omaha                   | –                               | 0.025.000 €HK | 034        | Tom Dwan                | Vereinigte Staaten     | 00.306.291       |        |
| 23. Mai 2022  | Madrid         | Short Deck Ante-Only              | Main Event                      | 0.100.000 €HK | 060        | Stephen Chidwick        | Vereinigtes Konigreich | 01.916.463       |        |
| 24. Mai 2022  | Madrid         | Short Deck Ante-Only              | –                               | 0.150.000 €HK | 034        | Jason Koon (4)          | Vereinigte Staaten     | 01.863.228       |        |
| 25. Mai 2022  | Madrid         | Short Deck Ante-Only              | Turbo                           | 0.030.000 €HK | 033        | Tom Dwan (2)            | Vereinigte Staaten     | 00.359.859       |        |
| 5. Sep. 2022  | Kyrenia        | No Limit Hold’em                  | –                               | 0.025.000 $HK | 131        | Patrik Antonius         | Finnland               | 00.825.000       |        |
| 6. Sep. 2022  | Kyrenia        | No Limit Hold’em                  | –                               | 0.030.000 $HK | 123        | Ben Tollerene           | Vereinigte Staaten     | 00.807.927       |        |
| 7. Sep. 2022  | Kyrenia        | No Limit Hold’em                  | –                               | 0.050.000 $HK | 117        | Pieter Aerts            | Belgien                | 01.472.000       |        |
| 8. Sep. 2022  | Kyrenia        | No Limit Hold’em                  | –                               | 0.075.000 $HK | 088        | Kahle Burns             | Australien             | 01.730.000       |        |
| 10. Sep. 2022 | Kyrenia        | No Limit Hold’em                  | Coin Rivet Invitational         | 0.200.000 $HK | 115        | Sam Grafton             | Vereinigtes Konigreich | 05.500.000       |        |
| 11. Sep. 2022 | Kyrenia        | Pot Limit Omaha                   | –                               | 0.025.000 $HK | 032        | Christopher Philippou   | Zypern Republik        | 00.270.000       |        |
| 12. Sep. 2022 | Kyrenia        | No Limit Hold’em                  | Main Event                      | 0.100.000 $HK | 099        | Punnat Punsri           | Thailand               | 02.600.000       |        |
| 13. Sep. 2022 | Kyrenia        | No Limit Hold’em                  | Turbo                           | 0.050.000 $HK | 032        | Matthias Eibinger (2)   | Osterreich             | 00.545.000       |        |
| 14. Sep. 2022 | Kyrenia        | Short Deck Ante-Only              | –                               | 0.030.000 $HK | 038        | Phil Ivey (3)           | Vereinigte Staaten     | 00.387.000       |        |
| 15. Sep. 2022 | Kyrenia        | Short Deck Ante-Only              | –                               | 0.040.000 $HK | 045        | Karl Chappe-Gatien      | Frankreich             | 00.565.000       |        |
| 16. Sep. 2022 | Kyrenia        | Short Deck Ante-Only              | –                               | 0.050.000 $HK | 030        | Sam Greenwood 1         | Kanada                 | 00.341.275       |        |
| 1. März 2023  | Hội An         | No Limit Hold’em                  | GG Super Million$ Live          | 0.025.000 $HK | 166        | Chin Lim (2)            | Malaysia               | 00.965.000       |        |
| 2. März 2023  | Hội An         | No Limit Hold’em                  | –                               | 0.015.000 $HK | 172        | Nacho Barbero           | Argentinien            | 00.600.000       |        |
| 3. März 2023  | Hội An         | No Limit Hold’em                  | Mystery Bounty                  | 0.020.000 $HK | 179        | Mark Rubbathan          | Vereinigtes Konigreich | 00.396.000       |        |
| 4. März 2023  | Hội An         | No Limit Hold’em                  | –                               | 0.030.000 $HK | 171        | Jans Arends             | Niederlande            | 00.921.178       |        |
| 5. März 2023  | Hội An         | No Limit Hold’em                  | –                               | 0.050.000 $HK | 139        | Minh Phu Dao            | Vietnam                | 01.670.000       |        |
| 6. März 2023  | Hội An         | No Limit Hold’em                  | –                               | 0.075.000 $HK | 085        | Örpen Kısacıkoğlu (2)   | Turkei                 | 01.753.000       |        |
| 7. März 2023  | Hội An         | No Limit Hold’em                  | Turbo                           | 0.025.000 $HK | 104        | Andrew Leathem          | Vereinigtes Konigreich | 00.670.000       |        |
| 8. März 2023  | Hội An         | No Limit Hold’em                  | Main Event                      | 0.100.000 $HK | 135        | Talal Shakerchi         | Vereinigtes Konigreich | 03.250.000       |        |
| 9. März 2023  | Hội An         | No Limit Hold’em                  | Turbo                           | 0.050.000 $HK | 031        | Jason Koon (5)          | Vereinigte Staaten     | 00.574.000       |        |
| 10. März 2023 | Hội An         | Short Deck Ante-Only              | –                               | 0.025.000 $HK | 057        | Daniel Tang             | Hongkong               | 00.427.000       |        |
| 11. März 2023 | Hội An         | Short Deck Ante-Only              | –                               | 0.050.000 $HK | 044        | Mike Watson             | Kanada                 | 00.695.000       |        |
| 12. März 2023 | Hội An         | Short Deck Ante-Only              | Main Event                      | 0.100.000 $HK | 049        | Aaron Zang (2)          | China Volksrepublik    | 01.544.000       |        |
| 13. März 2023 | Hội An         | Short Deck Ante-Only              | –                               | 0.020.000 $HK | 028        | Sam Greenwood           | Kanada                 | 00.207.000       |        |
| 10. Mai 2023  | Kyrenia        | No Limit Hold’em                  | GG Super Million$ Live          | 0.025.000 $HK | 158        | Santhosh Suvarna        | Indien                 | 00.700.000       |        |
| 11. Mai 2023  | Kyrenia        | No Limit Hold’em                  | –                               | 0.020.000 $HK | 138        | Jason Koon (6)          | Vereinigte Staaten     | 00.663.000       |        |
| 12. Mai 2023  | Kyrenia        | No Limit Hold’em                  | Mystery Bounty                  | 0.030.000 $HK | 155        | Biao Ding               | China Volksrepublik    | 00.540.500       |        |
| 13. Mai 2023  | Kyrenia        | No Limit Hold’em                  | –                               | 0.040.000 $HK | 125        | Grégoire Auzoux         | Frankreich             | 01.050.024       |        |
| 14. Mai 2023  | Kyrenia        | No Limit Hold’em                  | –                               | 0.050.000 $HK | 104        | Wjatscheslaw Buldygin   | Russland               | 01.342.000       |        |
| 15. Mai 2023  | Kyrenia        | No Limit Hold’em                  | Turbo                           | 0.025.000 $HK | 083        | Anatoli Slotnikow       | Russland               | 00.496.100       |        |
| 16. Mai 2023  | Kyrenia        | No Limit Hold’em                  | –                               | 0.075.000 $HK | 087        | Michael Soyza (2)       | Malaysia               | 01.735.000       |        |
| 18. Mai 2023  | Kyrenia        | No Limit Hold’em                  | Luxon Invitational              | 0.200.000 $HK | 086        | Ramin Hacıyev           | Aserbaidschan          | 04.122.554       |        |
| 19. Mai 2023  | Kyrenia        | Pot Limit Omaha                   | –                               | 0.025.000 $HK | 037        | Chris Brewer (2)        | Vereinigte Staaten     | 00.315.000       |        |
| 20. Mai 2023  | Kyrenia        | No Limit Hold’em                  | Main Event                      | 0.100.000 $HK | 101        | Jason Koon (7)          | Vereinigte Staaten     | 02.451.082       |        |
| 21. Mai 2023  | Kyrenia        | No Limit Hold’em                  | Turbo                           | 0.050.000 $HK | 032        | Daniel Tang (2)         | Hongkong               | 00.545.000       |        |
| 22. Mai 2023  | Kyrenia        | Pot Limit Omaha                   | –                               | 0.030.000 $HK | 034        | Mike Watson (2)         | Kanada                 | 00.347.000       |        |
| 23. Mai 2023  | Kyrenia        | Short Deck Ante-Only              | –                               | 0.025.000 $HK | 038        | Richard Yong (2)        | Malaysia               | 00.323.000       |        |
| 24. Mai 2023  | Kyrenia        | Short Deck Ante-Only              | Main Event                      | 0.050.000 $HK | 044        | Daniel Tang (3)         | Hongkong               | 00.750.000       |        |
| 25. Mai 2023  | Kyrenia        | Short Deck Ante-Only              | –                               | 0.020.000 $HK | 029        | Daniel Dvoress          | Kanada                 | 00.214.000       |        |
| 27. Juli 2023 | London         | No Limit Hold’em                  | GGMillion$ Live                 | 0.025.000 $HK | 162        | Lucas Greenwood         | Kanada                 | 00.897.000       |        |
| 28. Juli 2023 | London         | No Limit Hold’em                  | –                               | 0.025.000 $HK | 120        | Fedor Holz (3)          | Deutschland            | 00.609.853       |        |
| 29. Juli 2023 | London         | No Limit Hold’em                  | Mystery Bounty                  | 0.040.000 $HK | 133        | Espen Jørstad           | Norwegen               | 00.639.000       |        |
| 30. Juli 2023 | London         | No Limit Hold’em                  | –                               | 0.050.000 $HK | 112        | Ole Schemion            | Deutschland            | 01.350.000       |        |
| 31. Juli 2023 | London         | No Limit Hold’em                  | –                               | 0.060.000 $HK | 104        | Jason Koon (8)          | Vereinigte Staaten     | 01.570.000       |        |
| 1. Aug. 2023  | London         | No Limit Hold’em                  | –                               | 0.200.000 $HK | 081        | David Yan               | Neuseeland             | 03.052.002       |        |
| 2. Aug. 2023  | London         | No Limit Hold’em                  | Turbo Bounty                    | 0.030.000 $HK | 096        | Pedro Garagnani         | Brasilien              | 00.459.000       |        |
| 3. Aug. 2023  | London         | No Limit Hold’em                  | Luxon Invitational              | 0.250.000 $HK | 118        | Bryn Kenney (3)         | Vereinigte Staaten     | 06.860.000       |        |
| 4. Aug. 2023  | London         | Pot Limit Omaha                   | –                               | 0.025.000 $HK | 077        | Seth Gottlieb           | Vereinigte Staaten     | 00.511.000       |        |
| 5. Aug. 2023  | London         | No Limit Hold’em                  | Main Event                      | 0.125.000 $HK | 151        | Timothy Adams (2)       | Kanada                 | 04.185.000       |        |
| 6. Aug. 2023  | London         | No Limit Hold’em                  | Turbo                           | 0.060.000 $HK | 061        | Phil Ivey (4)           | Vereinigte Staaten     | 01.007.000       |        |
| 7. Aug. 2023  | London         | No Limit Hold’em                  | –                               | 0.060.000 $HK | 106        | Daniel Tang (4)         | Hongkong               | 01.600.000       |        |
| 8. Aug. 2023  | London         | Short Deck Ante-Only              | –                               | 0.030.000 $HK | 037        | Wai Yong (4)            | Malaysia               | 00.350.000       |        |
| 9. Aug. 2023  | London         | Short Deck Ante-Only              | Main Event                      | 0.060.000 $HK | 046        | Jason Koon (9)          | Vereinigte Staaten     | 00.828.000       |        |
| 10. Aug. 2023 | London         | Short Deck Ante-Only              | –                               | 0.025.000 $HK | 033        | Phil Ivey (5)           | Vereinigte Staaten     | 00.280.500       |        |
| 24. Okt. 2023 | Monte-Carlo    | No Limit Hold’em                  | The Special Triton Invitational | 0.200.000 $HK | 073        | Dan Smith               | Vereinigte Staaten     | 03.870.000       |        |
| 25. Okt. 2023 | Monte-Carlo    | No Limit Hold’em                  | Bounty Turbo                    | 0.050.000 $HK | 057        | Jonathan Jaffe          | Vereinigte Staaten     | 00.501.000       |        |
| 26. Okt. 2023 | Monte-Carlo    | No Limit Hold’em                  | Main Event                      | 0.125.000 $HK | 135        | Matthias Eibinger (3)   | Osterreich             | 03.461.261       |        |
| 27. Okt. 2023 | Monte-Carlo    | No Limit Hold’em                  | Turbo                           | 0.025.000 $HK | 057        | Steve O’Dwyer (2)       | Vereinigte Staaten     | 00.416.000       |        |
| 28. Okt. 2023 | Monte-Carlo    | No Limit Hold’em                  | –                               | 0.100.000 $HK | 120        | Christoph Vogelsang     | Deutschland            | 02.644.000       |        |
| 29. Okt. 2023 | Monte-Carlo    | No Limit Hold’em                  | –                               | 0.030.000 $HK | 145        | Ognjan Dimow            | Bulgarien              | 01.010.000       |        |
| 30. Okt. 2023 | Monte-Carlo    | No Limit Hold’em                  | Mystery Bounty                  | 0.040.000 $HK | 162        | Mario Mosböck           | Osterreich             | 00.718.000       |        |
| 31. Okt. 2023 | Monte-Carlo    | No Limit Hold’em                  | –                               | 0.050.000 $HK | 136        | Daniel Tang (5)         | Hongkong               | 01.580.000       |        |
| 1. Nov. 2023  | Monte-Carlo    | No Limit Hold’em                  | GG Million$ Live                | 0.025.000 $HK | 187        | Chin Lim (3)            | Malaysia               | 00.899.893       |        |
| 2. Nov. 2023  | Monte-Carlo    | Pot Limit Omaha                   | Bounty                          | 0.030.000 $HK | 074        | Gavin Andreanoff        | Vereinigtes Konigreich | 00.387.000       |        |
| 3. Nov. 2023  | Monte-Carlo    | Pot Limit Omaha                   | –                               | 0.050.000 $HK | 072        | Daniel Dvoress (2)      | Kanada                 | 00.956.000       |        |
| 4. Nov. 2023  | Monte-Carlo    | Pot Limit Omaha                   | Turbo                           | 0.025.000 $HK | 050        | Jason Koon (10)         | Vereinigte Staaten     | 00.365.000       |        |
| 5. März 2024  | Jeju-do        | No Limit Hold’em                  | –                               | 0.015.000 $HK | 176        | Fedor Holz (4)          | Deutschland            | 00.786.000       |        |
| 6. März 2024  | Jeju-do        | No Limit Hold’em                  | –                               | 0.020.000 $HK | 153        | Roland Rokita           | Osterreich             | 00.904.000       |        |
| 7. März 2024  | Jeju-do        | No Limit Hold’em                  | Silver Main                     | 0.025.000 $HK | 298        | Paulius Vaitiekunas     | Litauen                | 01.077.499       |        |
| 8. März 2024  | Jeju-do        | No Limit Hold’em                  | –                               | 0.030.000 $HK | 185        | Adrián Mateos           | Spanien                | 01.175.000       |        |
| 9. März 2024  | Jeju-do        | No Limit Hold’em                  | GGMillion$ Live                 | 0.025.000 $HK | 305        | Mario Mosböck (2)       | Osterreich             | 01.191.196       |        |
| 10. März 2024 | Jeju-do        | No Limit Hold’em                  | Mystery Bounty                  | 0.040.000 $HK | 190        | Dimitar Dantschew       | Bulgarien              | 00.804.000       |        |
| 11. März 2024 | Jeju-do        | No Limit Hold’em                  | –                               | 0.050.000 $HK | 190        | Punnat Punsri (2)       | Thailand               | 02.010.000       |        |
| 12. März 2024 | Jeju-do        | No Limit Hold’em                  | –                               | 0.150.000 $HK | 117        | Elton Tsang             | Hongkong               | 04.210.000       |        |
| 13. März 2024 | Jeju-do        | No Limit Hold’em                  | Turbo Bounty Quattro            | 0.050.000 $HK | 108        | Dan Smith (2)           | Vereinigte Staaten     | 00.951.000       |        |
| 14. März 2024 | Jeju-do        | No Limit Hold’em                  | Main Event                      | 0.100.000 $HK | 216        | Roman Hrabec            | Tschechien             | 04.330.000       |        |
| 15. März 2024 | Jeju-do        | Pot Limit Omaha                   | Six Max                         | 0.025.000 $HK | 089        | Quan Zhou               | China Volksrepublik    | 00.530.000       |        |
| 16. März 2024 | Jeju-do        | Pot Limit Omaha                   | Bounty Quattro Six Max          | 0.030.000 $HK | 084        | Nacho Barbero (2)       | Argentinien            | 00.443.000       |        |
| 17. März 2024 | Jeju-do        | Pot Limit Omaha                   | Six Max                         | 0.050.000 $HK | 084        | Biao Ding (2)           | China Volksrepublik    | 01.107.000       |        |
| 18. März 2024 | Jeju-do        | Short Deck Ante-Only              | –                               | 0.025.000 $HK | 052        | Mike Watson (3)         | Kanada                 | 00.380.000       |        |
| 19. März 2024 | Jeju-do        | Short Deck Ante-Only              | Main Event                      | 0.050.000 $HK | 067        | Xuan Tan (2)            | China Volksrepublik    | 00.922.000       |        |
| 20. März 2024 | Jeju-do        | Short Deck Ante-Only              | –                               | 0.100.000 $HK | 034        | Mikita Badsjakouski (5) | Belarus                | 01.153.000       |        |
| 21. März 2024 | Jeju-do        | Short Deck Ante-Only              | –                               | 0.020.000 $HK | 042        | Stephen Chidwick (2)    | Vereinigtes Konigreich | 00.265.000       |        |

## All Time Money List

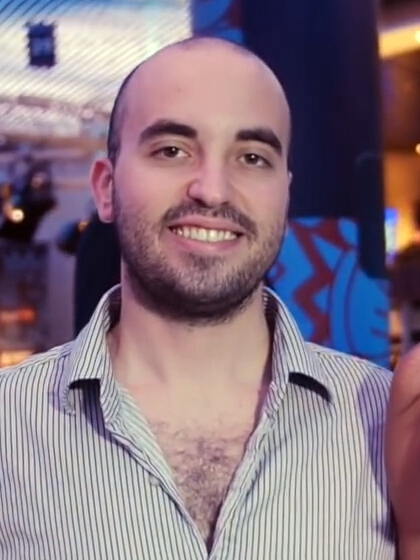
Bryn Kenney (2015)

Die folgenden Spieler erspielten sich bei den Turnieren das meiste Preisgeld:
| Platz                | Spieler             | Herkunft               | Preisgeld (in $) | Titel | itm |
| -------------------- | ------------------- | ---------------------- | ---------------- | ----- | --- |
| 1                    | Bryn Kenney         | Vereinigte Staaten     | 37.796.705       | 03    | 12  |
| 2                    | Jason Koon          | Vereinigte Staaten     | 27.149.985       | 10    | 46  |
| 3                    | Aaron Zang          | China Volksrepublik    | 21.091.439       | 02    | 03  |
| 4                    | Mikita Badsjakouski | Belarus                | 19.842.467       | 05    | 27  |
| 5                    | Stephen Chidwick    | Vereinigtes Konigreich | 19.716.852       | 02    | 37  |
| 6                    | Dan Smith           | Vereinigte Staaten     | 19.652.316       | 02    | 21  |
| 7                    | Paul Phua           | Malaysia               | 18.447.882       | 01    | 37  |
| 8                    | Daniel Tang         | Hongkong               | 15.409.404       | 05    | 30  |
| 9                    | Timothy Adams       | Kanada                 | 14.042.448       | 02    | 18  |
| 10                   | Sam Greenwood       | Kanada                 | 13.224.504       | 01    | 32  |
| Stand: 22. März 2024 |                     |                        |                  |       |     |